# Sonate pour violon et piano en fa majeur (1838) (Mendelssohn)
Pour les articles homonymes, voir Sonate pour violon et piano.
Ne pas confondre avec la Sonate pour violon de 1820 de même tonalité, et la Sonate pour violon op. 4.
La sonate pour violon en fa majeur (MWV Q 26), pour violon et piano est une œuvre de musique de chambre écrite par Felix Mendelssohn en 1838.

## Structure
L'œuvre comprend trois mouvements :
1. Allegro vivace
2. Adagio
3. Assai vivace

La durée d'exécution est d'environ vingt-deux minutes.